# Lew Del Gatto
Lewis „Lew“ Del Gatto (* 27. März 1941 in Brooklyn, New York City) ist ein US-amerikanischer Jazz-, Fusion- und Studiomusiker (Tenor-, Baritonsaxophon, Bassklarinette, Klarinette, Flöte).

## Leben und Wirken
Del Gatto begann seine Karriere bei Les Elgart und Sal Salvador, spielte dann bei Doc Severinsen, Clark Terry, Mel Lewis/Thad Jones und Chuck Israels und dem National Jazz Ensemble, in der Johnny Carson Tonight Show Band, ging mit Frank Sinatra auf Tour und nahm Ende der 1960er Jahre mit Cal Tjader auf. Bekannt wurde er ab Mitte der 1970er Jahre in New York durch Mitwirkung an Alben der Average White Band, Elkie Brooks, Roy Buchanan, der J. Geils Band (Monkey Island), Chaka Khan, Jimmy McGriff, Liza Minnelli, John Tropea, Joe Thomas, Joel Kayes New York Neophonic Orchestra und Jim Steinman (Bad for Good).
Von 1975 bis 1979 sowie von 1985 bis 2005 war er Mitglied der Fernsehband der Comedy-Show Saturday Night Live, wo er auch als Arrangeur tätig war; außerdem gehörte er dem Phil Woods Jazz Orchestra an. Daneben setzte er seine Jazz-Studien fort und hatte u. a. bei George Coleman Unterricht. Mit Musikern wie Randy Brecker, Victor Lewis und Steve Turré spielte er 2000 sein Debütalbum Katewalk für Naxos Jazz ein. Ab 2004 leitete er in Florida eine Band mit dem Trompeter Dan Miller; 2008 entstand mit Don Friedman, Bob Cranshaw und Mickey Roker das Album Heroes. Das Album To Al and Zoot, with Love widmete er seinen Saxophon-Vorbildern Al Cohn und Zoot Sims.